# 15922 Masajisaito
15922 Masajisaito là một tiểu hành tinh vành đai chính với chu kỳ quỹ đạo là 1242.1237279 ngày (3.40 năm).
Nó được phát hiện ngày 1 tháng 11 năm 1997.